# Moncé-en-Belin
Moncé-en-Belin är en kommun i departementet Sarthe i regionen Pays de la Loire i nordvästra Frankrike. Kommunen ligger i kantonen Écommoy som tillhör arrondissementet Le Mans. År 2022 hade Moncé-en-Belin 3 699 invånare.

## Befolkningsutveckling
Antalet invånare i kommunen Moncé-en-Belin
| Referens: INSEE |